# Avenue de France (Tunis)
L'avenue de France est une voie de Tunis, capitale de la Tunisie.

## Situation et accès
Elle est située entre la place de la Victoire à l'ouest et la place de l'Indépendance à l'est.
Elle est le prolongement de la principale artère de la ville, l'avenue Habib-Bourguiba, jusqu'à l'entrée de la médina de Tunis à Bab El Bhar.
L'avenue de France rencontre les voies suivantes, dans l'ordre des numéros croissants (« g » indique que la rue se situe à gauche, « d » à droite) :
1. rue de Rome (d)
2. rue Jamel-Abdenasser (g)
3. rue Charles-de-Gaulle
4. rue de l'ancienne Poste (d)
5. rue Amilcar (g)
6. rue Mongi-Slim (d)
7. rue Al-Jazira (g)

Elle est desservie par la station de métro Place Barcelone.

## Historique
Son tracé est l'un des plus anciens en dehors des murs de la médina car reliant Tunis à son port.
Cette avenue est bordée par des arcades caractéristiques, sur le modèle de celles de la rue de Rivoli à Paris, alors que son prolongement, l'avenue Habib-Bourguiba, s'inspire de l'avenue des Champs-Élysées.
À l'instar de la rue de Marseille, un projet de piétonisation a déjà été évoqué dans les années 2000 pour remédier à la forte circulation et rendre le centre-ville plus agréable.

Vue en 1889-1890.
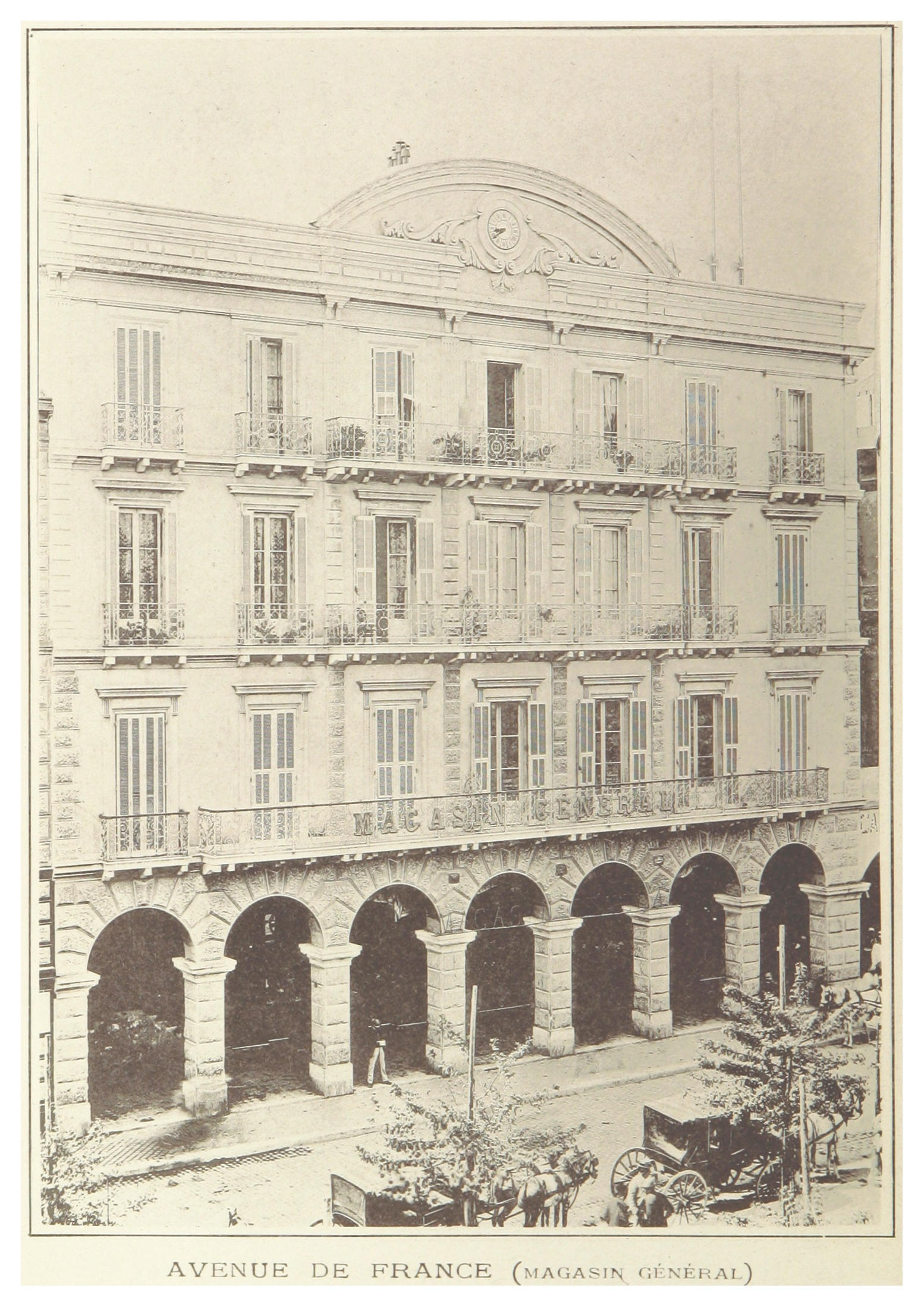
Magasin général en 1893.
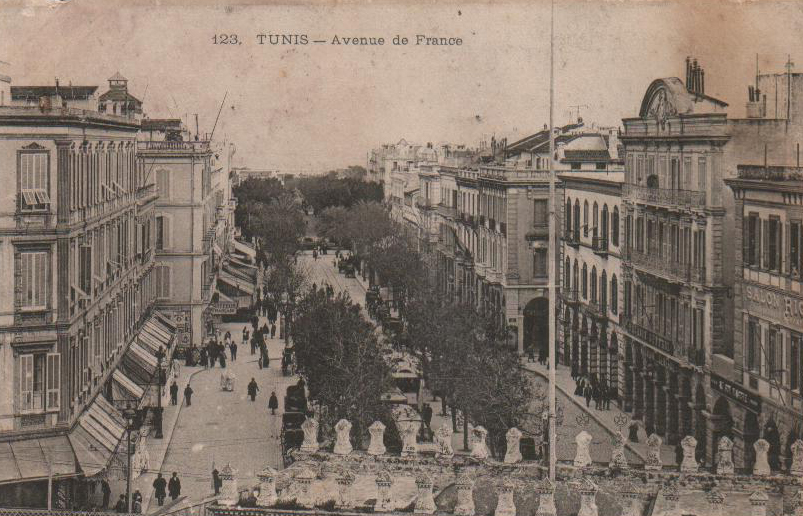
Vue en 1900.
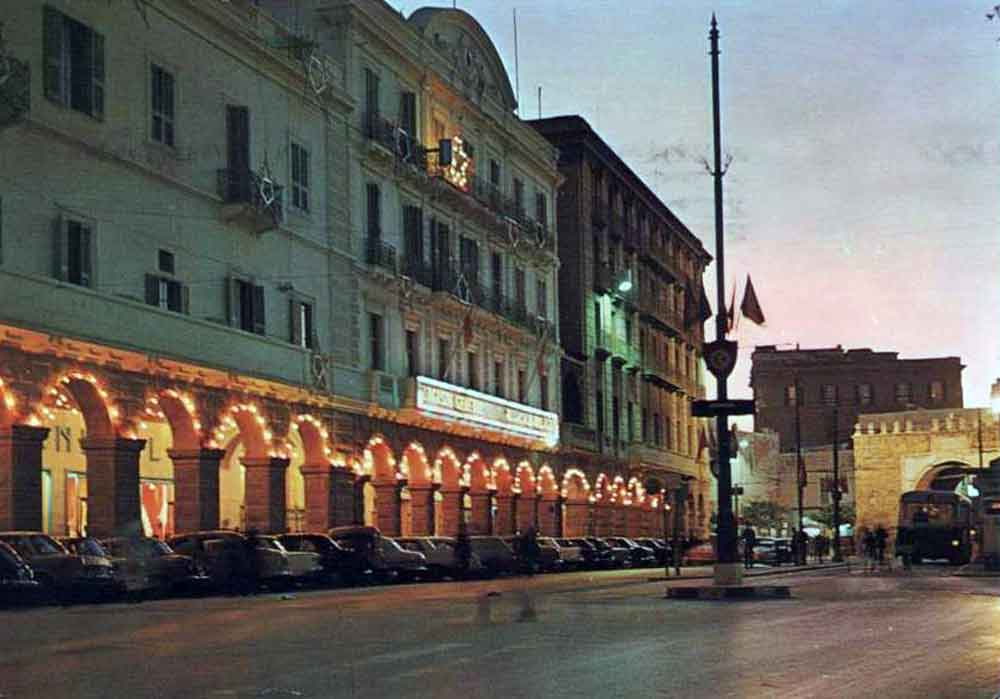
Vue en 2006.

## Bâtiments remarquables
- Bab El Bhar, appelé parfois Porte de France, est l'une des portes de la médina et classée monument historique ;
- Immeuble La Nationale, de style Art déco ;
- Magasin général.

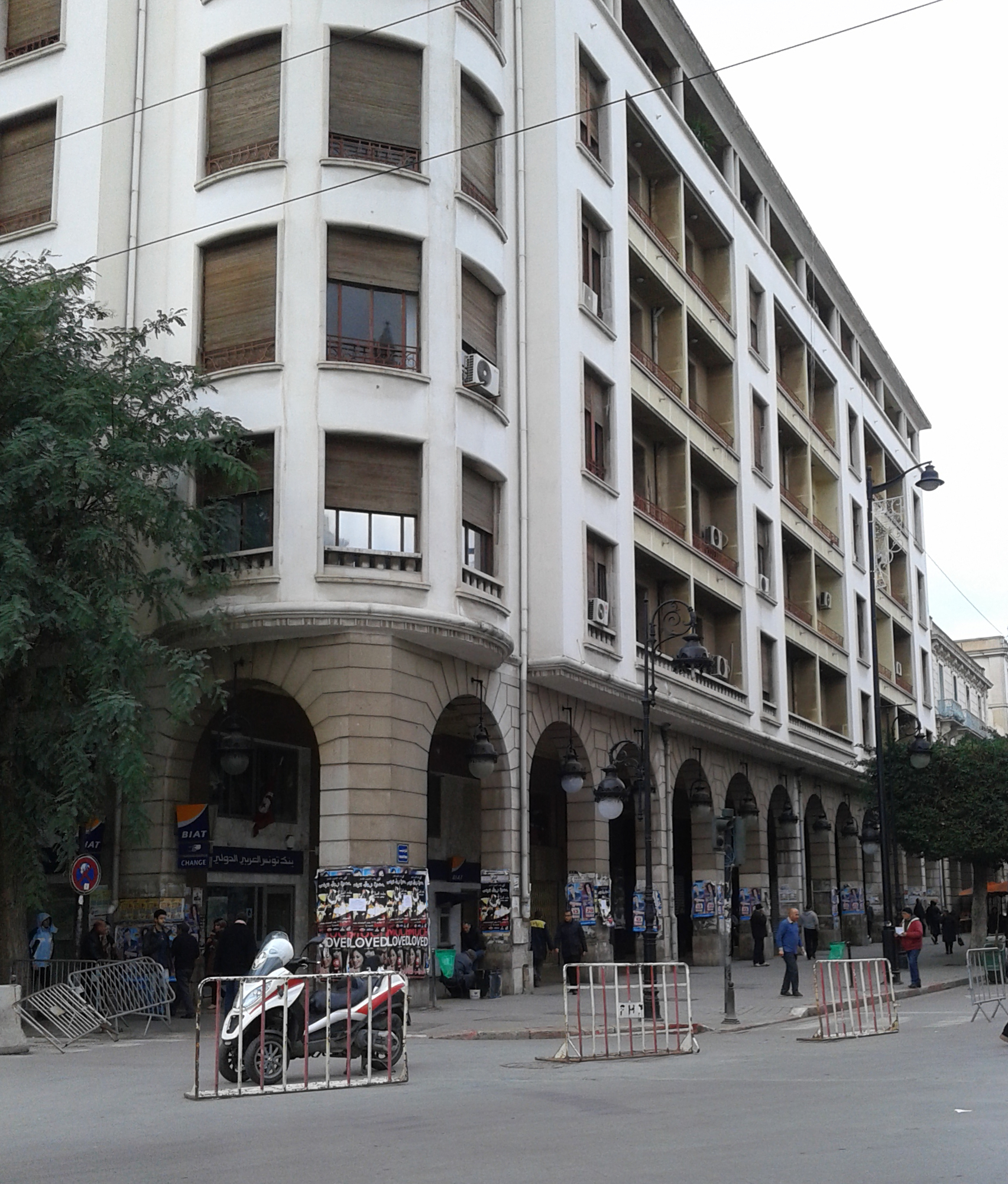
No 2, immeuble La Nationale.
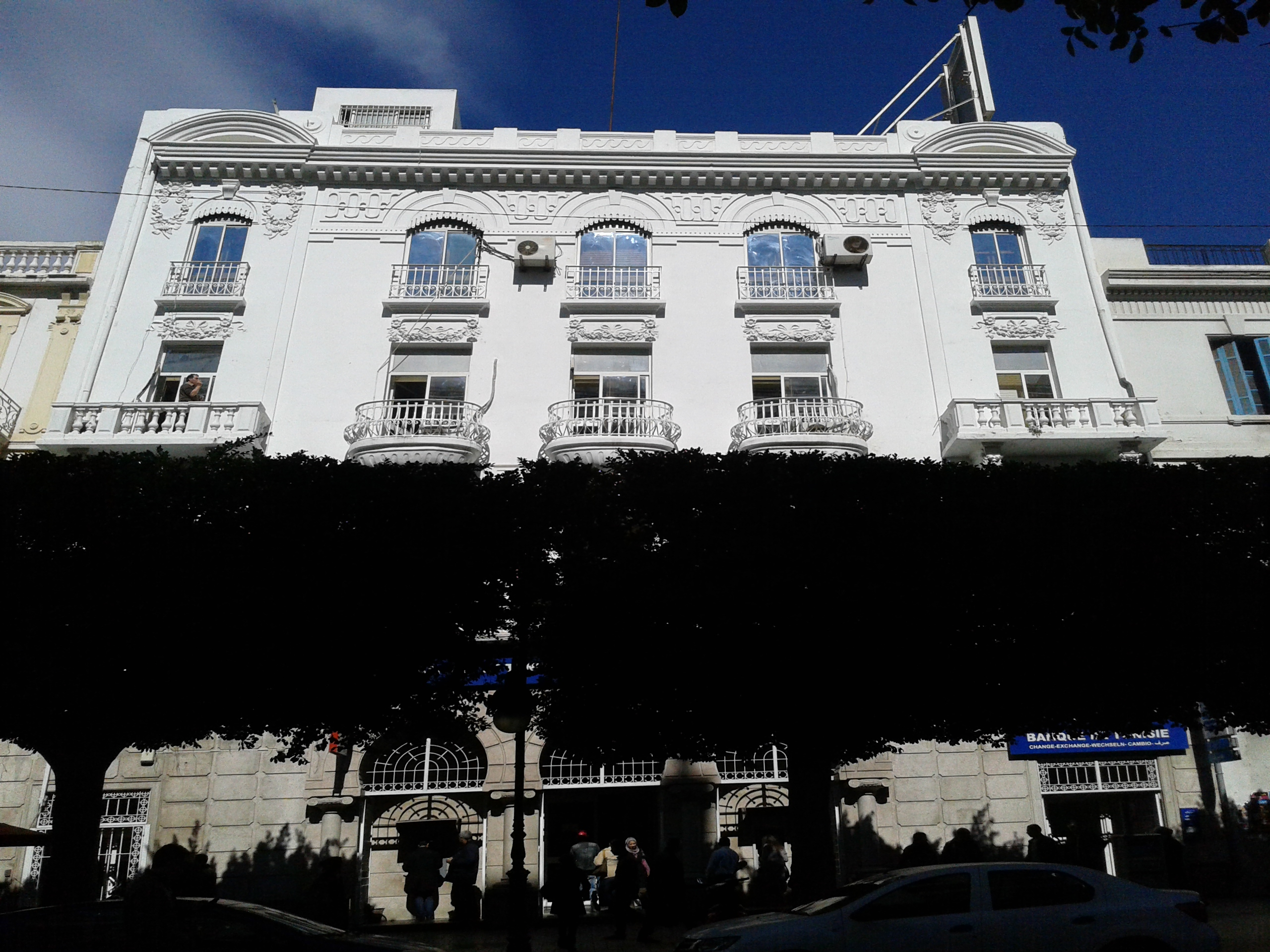
No 3, Banque de Tunisie.
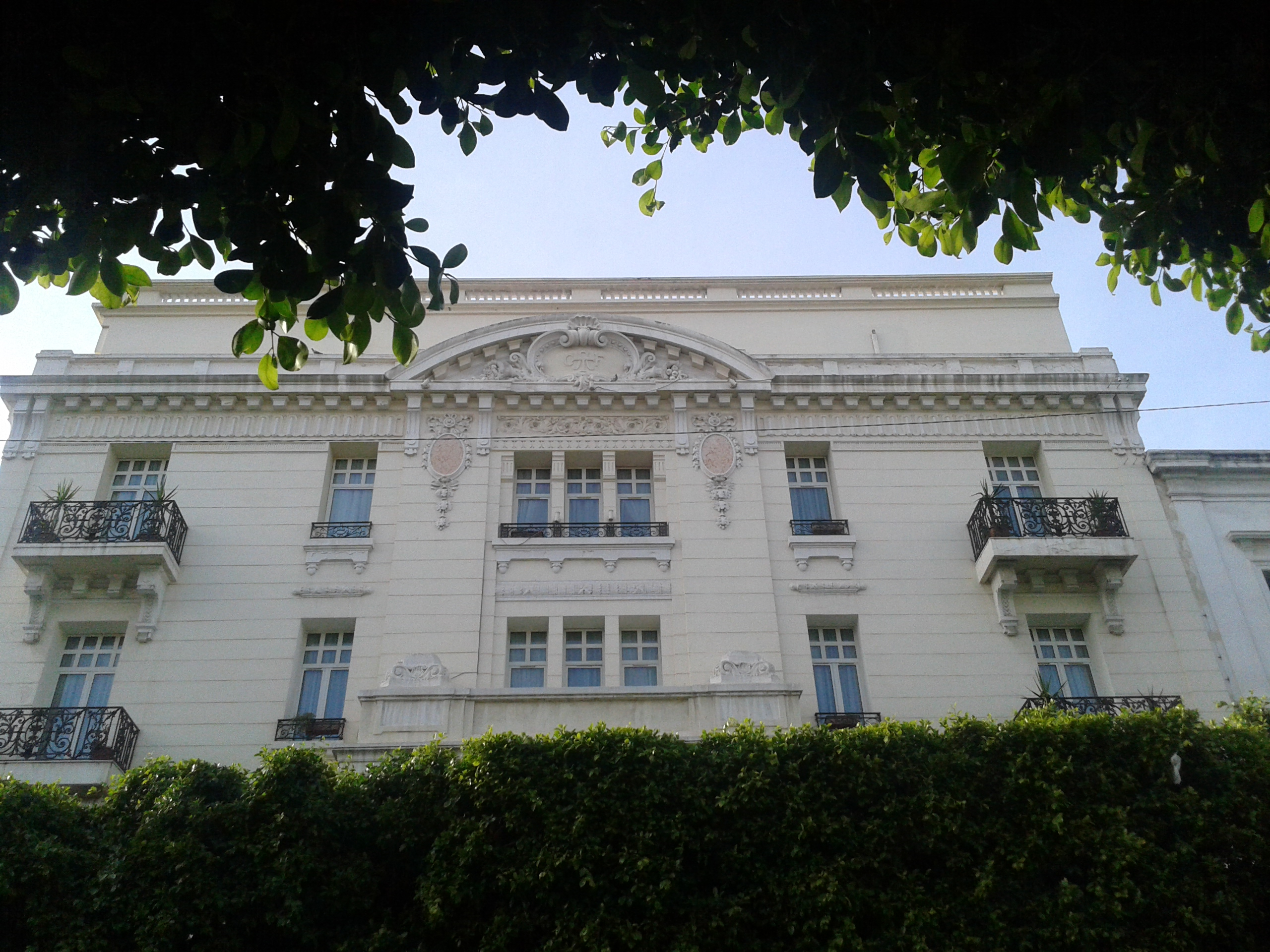
No 13, hôtel Tunisia Palace.
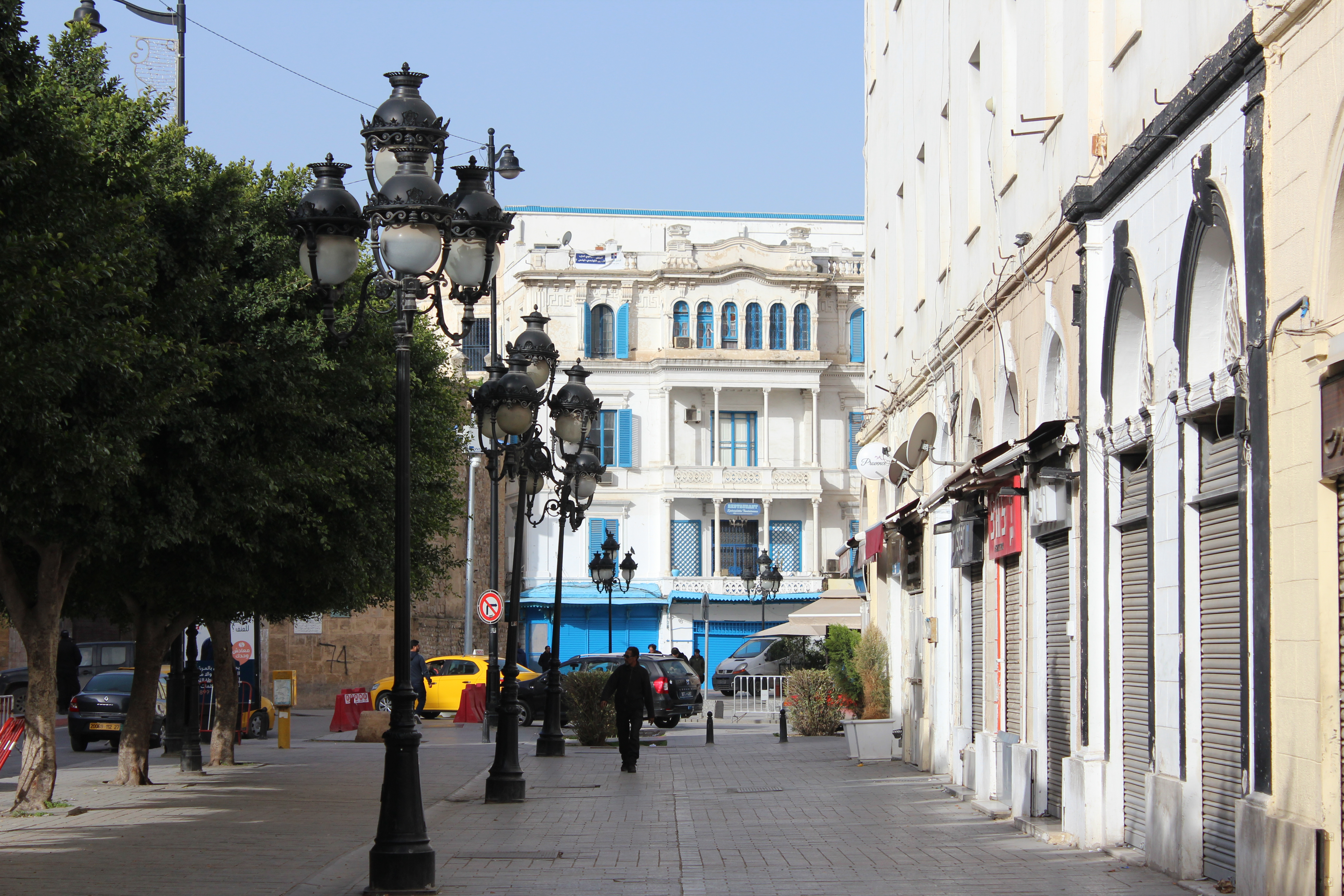
Au niveau du no 15 vers Bab El Bhar.
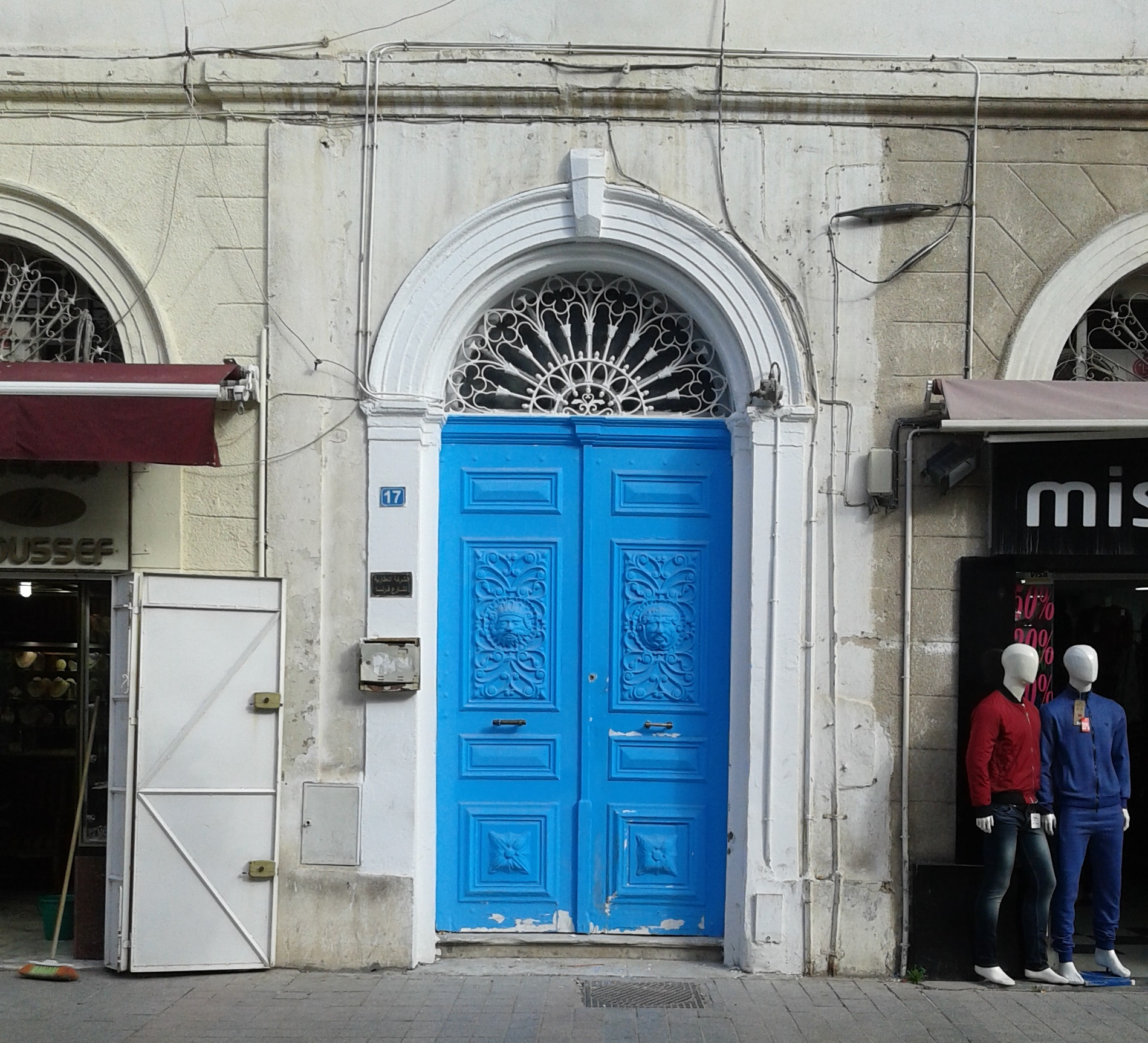
Porte d'entrée du no 17.
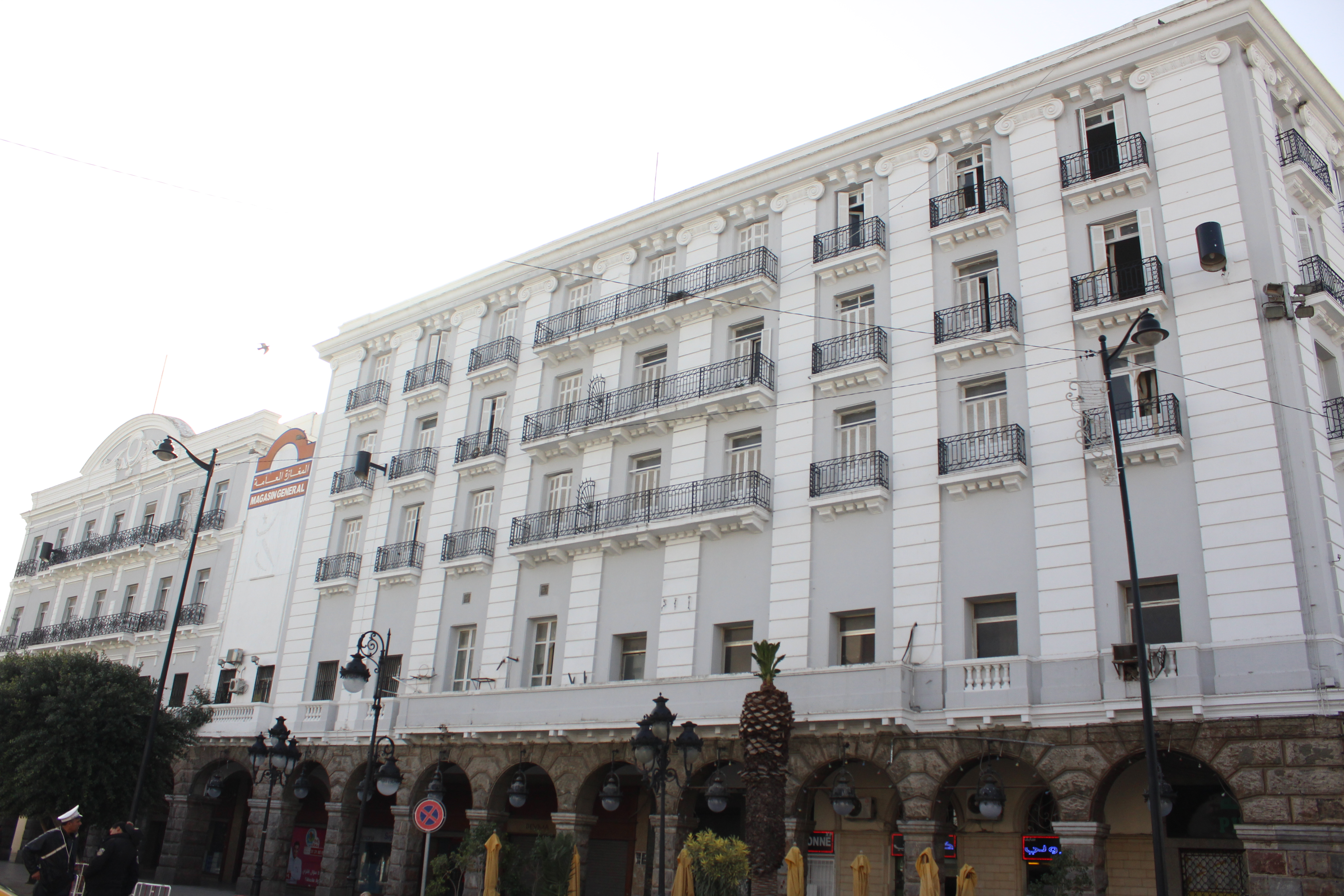
No 24, Magasin général.